# Gevlekte wolzwever
De gevlekte wolzwever (Bombylius discolor) is een vliegensoort uit de familie van de wolzwevers (Bombyliidae). De wetenschappelijke naam van de soort werd gepubliceerd in 1796 door Mikan.

## Biologie
De larven leven in de nesten van zandbijen. Het eileggedrag is karakteristiek voor Bombylius-soorten. De vrouwtjes vullen eerst de zandkamer met zand om de eitjes minder kleverig te maken. Het vrouwtje vliegt laag over de grond op zoek naar een nestingang van een zandbij. Als er een nestingang gevonden is, gaat het vrouwtje ervoor zweven en schiet met een slingerbeweging van het achterlijf een ei in het gat. 

Bombylius discolor eileg (animatie, 30 keer vertraagd)